# Ley de Pedersen
La ley de Pedersen o regla de ruki es una ley fonética que atañe al grupo satem de las lenguas indoeuropeas, en especial las lenguas baltoeslavas y lenguas indoiranias, aunque se encuentra en numerosas palabras en las lenguas romances. Es llamada así en honor al filólogo danés Holger Pedersen, quien la postuló. Es llamada y más conocida como regla de ruki por ser los fonemas /r/, /u/, /k/ e /i/ los que juegan un papel central en la realización de esta ley.
La ley de Pedersen dice que:

en indoiranio y eslavo la *s original del indeuropea se palataliza a š (en indoario da posteriormente ś) después de r, u, k  e  i, siempre y cuando *s no sea seguida por una plosiva.

Y se puede representar formalmente así:   
/*s/ > /*š/:  /r, u , k, i/ _____[-PLOSIVA]

## Ejemplos
- pIE *h₂ṓus- ‘oreja’ > avéstico uši, lituano ausìs, checo ucho [uxo] y albanés vesh
- pIE *sh₂eu̯s-o- ‘seco’ > sánscrito śuṣka-, avést. huška-, lit. saũsas y ruso suxój
- pIE *i(e)uH-s- > sscr. yū́ṣ ‘caldo de carne’, persa jūšānda ‘ídem’, lit. anticuado jū́šė ‘sopa de pescado’ y ruso uxá ‘ídem’